# Mobeetie (Teksas)
Mobeetie je grad u američkoj saveznoj državi Teksas. Prema popisu stanovništva iz 2010. u njemu je živjelo 101 stanovnika.